# Василевский, Алексей Викторович
Алексей Викторович Василевский (бел. Аляксей Васілеўскі; 2 июня 1993) — белорусский футболист, защитник.

## Карьера

### Клубная
С 2009 года выступал за дубль солигорского «Шахтёра».
С сезона 2014 стал привлекаться к основному составу. Дебютировал в Высшей лиге 7 мая 2014 года в матче с «Неманом» (0:3), выйдя на замену во втором тайме. В сезоне 2015 выступал за дубль, и только в конце сезона сыграл в нескольких матчах за основную команду.
В январе 2016 года прибыли на просмотр в «Слуцк», но не подошел этому клубу и позже оказался в распоряжении «Крумкачы», с которыми в марте подписал контракт. В составе столичного клуба сумел закрепиться в основном составе.
В первой половине сезона 2017 обычно оставался на скамейке запасных, выступал за дубль, а летом вернул место в стартовом составе «Крумкачей». В начале 2018 года проходил просмотр в мозырьской «Славии», а позже вернулся в столичную команду, однако в марте «Крумкачам» было отказано в получении лицензии на сезон 2018, и вскоре защитник перешел в «Барановичи». Оставил барановичский клуб в июле того же года и вернулся в «Крумкачы», однако сыграл только в двух матчах и по окончании сезона покинул команду.

### Статистика
| Сезон    | Дивизион | Клуб       | Страна                    | Матчи | Голы |
| -------- | -------- | ---------- | ------------------------- | ----- | ---- |
| 2009     | дубль    | Шахтёр     | Флаг Беларуси (1995—2012) | 5     | 0    |
| 2010     | дубль    | Шахтёр     | Флаг Беларуси (1995—2012) | 26    | 2    |
| 2011     | дубль    | Шахтёр     | Флаг Беларуси (1995—2012) | 25    | 0    |
| 2012     | дубль    | Шахтёр     | Флаг Беларуси             | 28    | 2    |
| 2013     | дубль    | Шахтёр     | Флаг Беларуси             | 23    | 6    |
| 2014     | Д1       | Шахтёр     | Флаг Беларуси             | 2     | 0    |
| 2015     | Д1       | Шахтёр     | Флаг Беларуси             | 3     | 0    |
| 2016     | Д1       | Крумкачы   | Флаг Беларуси             | 22    | 3    |
| 2017     | Д1       | Крумкачы   | Флаг Беларуси             | 17    | 0    |
| 2018 (1) | Д2       | Барановичи | Флаг Беларуси             | 3     | 0    |
| 2018 (2) | Д3       | Крумкачы   | Флаг Беларуси             | 2     | 0    |

### Международная
Выступал за молодёжную сборную Беларуси на Кубке Содружества 2012 и 2013 в Санкт-Петербурге.

## Достижения
- Бронзовый призёр чемпионата Беларуси: 2014